# Федорівка (Новодонецька селищна громада)
Фе́дорівка — село Новодонецької селищної громади Краматорського району Донецької області, України. Населення становить 8 осіб.

## Історія
Під час Голодомору 1932—1933 років померло щонайменше 5 жителів села.

## Населення
Згідно з переписом УРСР 1989 року чисельність наявного населення села становила 23 особи, з яких 7 чоловіків та 16 жінок.
За переписом населення України 2001 року в селі мешкало 8 осіб. 100 % населення вказало своєю рідною мовою українську мову.